# Нотр-Дам-д'Естре
Нотр-Дам-д'Естре́ (фр. Notre-Dame-d'Estrées) — колишній муніципалітет у Франції, у регіоні Нормандія, департамент Кальвадос. Населення — 173 осіб (2011).
Муніципалітет був розташований на відстані близько 175 км на захід від Парижа, 27 км на схід від Кана.

## Історія
До 2015 року муніципалітет перебував у складі регіону Нижня Нормандія. Від 1 січня 2016 року належав до нового об'єднаного регіону Нормандія.
1 січня 2015 року Нотр-Дам-д'Естре і Корбон було об'єднано в новий муніципалітет Нотр-Дам-д'Естре-Корбон.

## Демографія
Динаміка населення (INSEE ):
Розподіл населення за віком та статтю (2006):
| Стать | Всього | До 15 років | 15-24 | 25-44 | 45-64 | 65-85 | Понад 85 |
| --- | ------ | ----------- | ----- | ----- | ----- | ----- | -------- |
| Чоловіки | 64     | 18          | 0     | 16    | 11    | 15    | 4        |
| Жінки | 71     | 22          | 4     | 19    | 8     | 18    | 0        |
| \| Статево-вікова піраміда \| Статево-вікова піраміда \| Статево-вікова піраміда \| \| ----------------------- \| ----------------------- \| ----------------------- \| \| Чоловіки \| Вік \| Жінки \| \| 4 \| 85 + \| 0 \| \| 4 \| 80-84 \| 0 \| \| 0 \| 75-79 \| 7 \| \| 11 \| 70-74 \| 7 \| \| 0 \| 65-69 \| 4 \| \| 4 \| 60-64 \| 0 \| \| 0 \| 55-59 \| 4 \| \| 0 \| 50-54 \| 4 \| \| 7 \| 45-49 \| 0 \| \| 4 \| 40-44 \| 4 \| \| 4 \| 35-39 \| 7 \| \| 4 \| 30-34 \| 4 \| \| 4 \| 25-29 \| 4 \| \| 0 \| 20-24 \| 4 \| \| 0 \| 15-20 \| 0 \| \| 4 \| 10-14 \| 7 \| \| 7 \| 5-9 \| 0 \| \| 7 \| 0-4 \| 15 \| |        |             |       |       |       |       |          |
| Статево-вікова піраміда |        |             |       |       |       |       |          |
| Чоловіки | Вік    | Жінки       |       |       |       |       |          |
| 4 | 85 +   | 0           |       |       |       |       |          |
| 4 | 80-84  | 0           |       |       |       |       |          |
| 0 | 75-79  | 7           |       |       |       |       |          |
| 11 | 70-74  | 7           |       |       |       |       |          |
| 0 | 65-69  | 4           |       |       |       |       |          |
| 4 | 60-64  | 0           |       |       |       |       |          |
| 0 | 55-59  | 4           |       |       |       |       |          |
| 0 | 50-54  | 4           |       |       |       |       |          |
| 7 | 45-49  | 0           |       |       |       |       |          |
| 4 | 40-44  | 4           |       |       |       |       |          |
| 4 | 35-39  | 7           |       |       |       |       |          |
| 4 | 30-34  | 4           |       |       |       |       |          |
| 4 | 25-29  | 4           |       |       |       |       |          |
| 0 | 20-24  | 4           |       |       |       |       |          |
| 0 | 15-20  | 0           |       |       |       |       |          |
| 4 | 10-14  | 7           |       |       |       |       |          |
| 7 | 5-9    | 0           |       |       |       |       |          |
| 7 | 0-4    | 15          |       |       |       |       |          |

## Економіка
2010 року серед 111 осіб працездатного віку (15—64 років) 88 були активними, 23 — неактивними (показник активності 79,3%, у 1999 році було 74,0%). З 88 активних мешканців працювало 78 осіб (39 чоловіків та 39 жінок), безробітними було 10 (6 чоловіків та 4 жінки). Серед 23 неактивних 9 осіб було учнями чи студентами, 8 — пенсіонерами, 6 були неактивними з інших причин.

У 2010 році в муніципалітеті числилось 57 оподаткованих домогосподарств, у яких проживали 161,0 особи, медіана доходів виносила 19 112 євро на одного особоспоживача